# 蒂勒 (奥布省)
蒂勒（法語：Thil，法語發音：[til] ⓘ）是法国奥布省的一个市镇，位于该省东部，属于奥布河畔巴尔区。

## 地理
蒂勒（48°20'51"N, 4°47'9"E）面积19.42 平方千米，位于法国大東部大區奥布省，该省份为法国中北部省份，北起马恩省，西接塞纳-马恩省，西南至约讷省，东南至科多尔省，东临上马恩省。
与蒂勒接壤的市镇（或旧市镇、城区）包括：弗雷奈、苏莱讷迪、托尔、维尔叙泰尔、伯维尔、特雷米利、尼利。

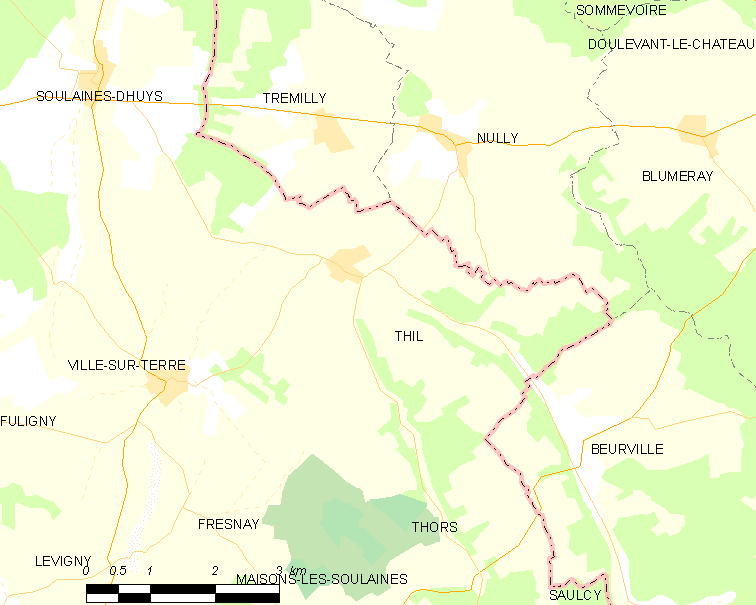
的OSM定位图

蒂勒的时区为UTC+01:00、UTC+02:00（夏令时）。

## 行政
蒂勒的邮政编码为10200，INSEE市镇编码为10377。

## 政治
蒂勒所属的省级选区为奥布河畔巴尔县。

## 人口

1962-2008年间人口变化图示

蒂勒于2022年1月1日时的人口数量为106人。